# Konvencija iz Montreuxa o režimu tjesnaca
Konvencija (iz Montreuxa) o režimu tjesnaca,, često poznata jednostavno kao Konvencija iz Montreuxa, je međunarodni ugovor koji regulira tjesnace Bospor i Dardaneli u Turskoj. Potpisan 20. srpnja 1936. u palači Montreux u Švicarskoj, stupio je na snagu 9. studenog 1936., baveći se dugotrajnim pitanjem tjesnaca o tome tko bi trebao kontrolirati strateški vitalnu vezu između Crnog i Sredozemnog mora.
Konvencija iz Montreuxa regulira pomorski promet kroz Turske tjesnace. Jamči "potpunu slobodu" prolaza za sva civilna plovila u doba mira. U mirnodopskim uvjetima, vojni brodovi ograničeni su brojem, tonažom i naoružanjem, uz posebne odredbe koje reguliraju njihov način uplovljavanja i trajanje boravka. Žele li proći kroz tjesnac, ratni brodovi moraju unaprijed obavijestiti turske vlasti, koje, pak, moraju obavijestiti stranke konvencije. Za vrijeme rata, ako Turska nije uključena u sukob, ratni brodovi zaraćenih država ne smiju prolaziti kroz tjesnac, osim kada se vraćaju u svoju bazu. Kada je Turska u ratu ili se osjeća ugroženom ratom, može donijeti bilo kakvu odluku o prolasku ratnih brodova kako joj odgovara. SAD nije potpisnik Konvencije.
Iako je osmišljena za određeni geopolitički kontekst i ostaje nepromijenjena od usvajanja, Konvencija iz Montreuxa opstala je kao "čvrsti primjer međunarodnog poretka utemeljenog na pravilima", budući da se većina njezinih uvjeta još uvijek poštuje.

## Pozadina
██ Bospor
██ Dardaneli
Konvencija je bila jedan od niza sporazuma u 19. i 20. stoljeću koji su nastojali riješiti dugotrajno pitanje tjesnaca o tome tko bi trebao kontrolirati strateški vitalnu vezu između Crnog mora i Sredozemnog mora. Godine 1923., ugovorom iz Lausanne demilitarizirani su Dardaneli i otvoreni tjesnaci za neograničeni civilni i vojni promet pod nadzorom Međunarodne komisije za tjesnace Lige naroda.
Do kasnih 1930-ih, strateška situacija na Mediteranu se promijenila s usponom fašističke Italije, koja je kontrolirala Dodekaneške otoke naseljene Grcima u blizini zapadne obale Turske i izgradila utvrde na Rodosu, Lerosu i Kosu. Turci su se bojali da će Italija pokušati iskoristiti pristup tjesnacima kako bi proširila svoju moć na Anatoliju i područje Crnog mora. Bilo je i strahova od bugarskog ponovnog naoružavanja. Iako Turskoj nije bilo zakonski dopušteno ponovno učvrstiti tjesnace, ona je to učinila potajno.
U travnju 1935. turska vlada poslala je opširnu diplomatsku notu potpisnicima Ugovora iz Lausanne predlažući konferenciju na kojoj bi se dogovorio novi režim za tjesnace i zatražila od Lige naroda da odobri rekonstrukciju utvrda u Dardanelima. U noti je turski ministar vanjskih poslova Tevfik Rüştü Aras objasnio da se međunarodna situacija uvelike promijenila od 1923. godine. Europa se tada kretala prema razoružanju i međunarodnom jamstvu za obranu tjesnaca. Abesinska kriza 1934.-1935., njemačko otkazivanje Versailleskog ugovora i međunarodni potezi prema ponovnom naoružavanju značili su da je "jedino jamstvo namijenjeno zaštiti od potpune nesigurnosti tjesnaca upravo nestalo". Doista, Aras je rekao da "Sile koje su najviše zainteresirane proglašavaju postojanje prijetnje od općeg požara". Ključne slabosti sadašnjeg režima bile su da je mehanizam za kolektivna jamstva bio prespor i neučinkovit, te da nije bilo uvjeta za opću prijetnju ratom i nije bilo mogućnosti da se Turska brani. Turska je stoga bila spremna stupiti u pregovore s ciljem da u bliskoj budućnosti dođe do sklapanja sporazuma za regulaciju režima tjesnaca pod uvjetima sigurnosti koji su neophodni za nepovredivost turskog teritorija, u najliberalnijem duhu, za stalni razvoj trgovačke plovidbe između Sredozemnog i Crnog mora.
Odgovor na notu bio je uglavnom pozitivan; Australija, Bugarska, Francuska, Njemačka, Grčka, Japan, Rumunjska, Sovjetski Savez, Turska, Ujedinjeno Kraljevstvo i Kraljevina Jugoslavija sudjelovale su u pregovorima u Montreuxu u Švicarskoj, koji su započeli 22. lipnja 1936. Dvije velike sile bile su osobito odsutne: Italija, čija je agresivna ekspanzionistička politika potaknula konferenciju, odbila je prisustvovati, a sve više izolacionističke Sjedinjene Države odbile su poslati čak i promatrača.
Turska, Ujedinjeno Kraljevstvo i Sovjetski Savez iznijeli su svaki svoj niz prijedloga, svaki usmjeren prvenstveno na zaštitu interesa predlagatelja. Britanci su bili za nastavak relativno restriktivnog pristupa, Turci su tražili liberalniji režim koji bi ponovno uspostavio kontrolu nad tjesnacima, a Sovjeti su predložili režim koji bi jamčio apsolutnu slobodu prolaza. Britanci su, uz podršku Francuske, nastojali isključiti sovjetsku flotu iz Sredozemnog mora, gdje bi mogla ugroziti vitalne plovne putove prema Indiji, Egiptu i Dalekom istoku. Na kraju su Britanci udovoljili nekim njihovim zahtjevima, ali su Sovjeti uspjeli osigurati da crnomorske zemlje, uključujući Sovjetski Savez, budu oslobođene vojnih ograničenja nametnutih necrnomorskim nacijama. Sporazum su ratificirali svi sudionici konferencije s izuzetkom Njemačke, koja nije bila potpisnica Ugovora iz Lausanne, i uz rezerve Japana, i stupio je na snagu 9. studenog 1936.; registriran je u Treaty Series Lige naroda 11. prosinca 1936.
Spremnost Britanije da napravi ustupke pripisuje se želji da se izbjegne da Turska bude natjerana da se udruži s Hitlerovom Njemačkom ili Mussolinijevom Italijom ili da padne pod njihov utjecaj. Bio je to, dakle, prvi u nizu koraka Britanije i Francuske kako bi se osiguralo da će Turska ili ostati neutralna ili se prikloniti zapadnim saveznicima u slučaju bilo kakvog budućeg sukoba sa Silama Osovine.

## Uvjeti ugovora
Kao što je spomenuto u preambuli, Konvencija je zamijenila uvjete Ugovora iz Lausanne iz 1923. u pogledu tjesnaca. To je nalagalo demilitarizaciju grčkih otoka Lemnosa i Samotrake, zajedno s demilitarizacijom Dardanela, Mramornog mora i Bospora, te turskih otoka İmroz, Bozcaada i Tavşan.
Konvencija se sastoji od 29 članaka, četiri aneksa i jednog protokola. Članci 2-7 razmatraju prolaz trgovačkih brodova. Članci 8-22 razmatraju prolazak ratnih brodova. Ključno načelo slobode prolaza i plovidbe navedeno je u člancima 1. i 2. Članak 1. propisuje: "Visoke ugovorne stranke priznaju i potvrđuju načelo slobode prolaza i plovidbe morem u tjesnacima". Članak 2. kaže: "U vrijeme mira, trgovački brodovi će uživati potpunu slobodu prolaza i plovidbe u tjesnacima, danju i noću, pod bilo kojom zastavom s bilo kojom vrstom tereta".
Međunarodna komisija za tjesnace je ukinuta, čime je omogućeno potpuno ponovno uspostavljanje turske vojne kontrole nad tjesnacima i ponovno učvršćivanje Dardanela. Turska je bila ovlaštena zatvoriti tjesnace za sve strane ratne brodove tijekom rata ili kad joj je prijetila agresija. Također, Turska je ovlaštena odbiti tranzit trgovačkih brodova koji pripadaju zemljama u ratu s njom.
Brojna vrlo specifična ograničenja u člancima 14. i 18. nametnuta su vrsti ratnih brodova kojima je dopušten prolaz. Sile izvan Crnog mora koje žele poslati brod moraju obavijestiti Tursku 15 dana prije traženog prolaska, a crnomorske države moraju obavijestiti 8 dana prije prolaska. Isto tako, u jednom trenutku ne smije proći više od devet stranih ratnih brodova, ukupne ukupne tonaže od 15.000 tona. Nadalje, niti jedan brod teži od 10.000 tona ne može proći. Ukupna tonaža svih necrnomorskih ratnih brodova u Crnom moru ne smije biti veća od 45 000 tona, pri čemu niti jedna nacija ne smije premašiti 30 000 tona u bilo kojem trenutku, a dopušteno im je ostati u Crnom moru najviše 21 dan. Samo crnomorske države mogu tranzitirati kapitalne brodove bilo koje tonaže, u pratnji najviše dva razarača. Svaka revizija članaka 14. i 18. zahtijeva 3/4 većinu zemalja potpisnica i mora uključivati Tursku.
Prema članku 12., crnomorskim državama također je dopušteno slati podmornice kroz tjesnace uz prethodnu najavu sve dok su plovila izgrađena, kupljena ili poslana na popravak izvan Crnog mora. Manje restriktivna pravila koja se primjenjuju na crnomorske države dogovorena su kao ustupak Sovjetskom Savezu, jedinoj crnomorskoj državi osim Turske sa značajnim brojem kapitalnih brodova ili podmornica. Prolaz civilnih zrakoplova između Sredozemnog i Crnog mora dopušten je samo rutama koje je odobrila turska vlada.
U vrijeme rata, ako Turska nije zaraćena strana, ratni brodovi zaraćenih sila ne smiju proći, osim u svrhu povratka u svoju bazu. (čl. 19)

## Provedba
Odredbe konvencije bile su uvelike odraz međunarodne situacije sredinom 1930-ih. Uvelike su služili turskim i sovjetskim interesima omogućavajući Turskoj da ponovno uspostavi vojnu kontrolu nad tjesnacima i osiguravajući sovjetsku dominaciju Crnim morem. Iako je Konvencija ograničila mogućnost SSSR-a da pošalju pomorske snage u Sredozemno more, što je zadovoljilo britansku zabrinutost zbog sovjetskog upada u ono što se smatralo britanskom sferom utjecaja, također je osigurala da vanjske sile ne mogu iskorištavati tjesnace za prijetnju Sovjetskom Savezu. To je imalo značajne posljedice tijekom Drugog svjetskog rata kada je Montreuxov režim spriječio sile Osovine da pošalju pomorske snage kroz tjesnace da napadnu Sovjetski Savez. Sile Osovine su stoga bile ozbiljno ograničene u pomorskim sposobnostima u svojim kampanjama na Crnom moru i uglavnom su se oslanjale na male brodove koji su kopnom transportirani željeznicom i mrežom kanala.
Međutim, pomoćna plovila i naoružani trgovački brodovi zauzimali su sivu zonu, a tranzit takvih plovila kroz tjesnace dovodio je do trvenja između Saveznika i Turske. Ponovljeni prosvjedi iz Moskve i Londona doveli su do toga da je turska vlada zabranila kretanje "sumnjivih" brodova Osovine s učinkom od lipnja 1944. nakon što je određenom broju njemačkih pomoćnih brodova dopušteno proći kroz tjesnac.

### Nosači zrakoplova
Iako turska vlada navodi Konvenciju iz Montreuxa kao zabranu nosačima zrakoplova da prolaze kroz tjesnace, ugovor zapravo ne sadrži eksplicitnu zabranu nosačima zrakoplova. Međutim, moderni nosači zrakoplova teži su od ograničenja od 15 000 tona koje je nametnuto ratnim brodovima, što onemogućuje silama koje nisu članice Crnog mora da prolaze modernim nosačima zrakoplova kroz tjesnace.
Prema članku 11., crnomorskim državama dopušteno je tranzit kapitalnih brodova bilo koje tonaže kroz tjesnace, ali Aneks II izričito isključuje nosače zrakoplova iz definicije kapitalnog broda. Godine 1936. bilo je uobičajeno da bojni brodovi nose izviđačke zrakoplove. Stoga su nosači zrakoplova definirani kao brodovi koji su "dizajnirani ili prilagođeni prvenstveno za potrebe nošenja i upravljanja zrakoplovima na moru". Uključivanje zrakoplova u bilo koji drugi brod ne klasificira ga kao nosač zrakoplova.
Sovjetski Savez označio je svoje brodove klase Kijev i Kuznjecov kao "krstarice za prijevoz zrakoplova" jer su brodovi bili naoružani krstarećim projektilima P-500 i P-700, koji također čine glavno naoružanje krstarica klase Slava i raketnih krstarica klase Kirov. Rezultat je bio da je sovjetska mornarica mogla poslati svoje krstarice nosače zrakoplova kroz tjesnace u skladu s konvencijom, ali je u isto vrijeme Konvencija zabranila pristup NATO nosačima zrakoplova koji su premašivali granicu od 15 000 tona. Dok je Sovjetski Savez izgradio svoje krstarice za prijevoz zrakoplova u Crnom moru, ni Sovjetski Savez ni Rusija nikada ih nisu bazirali u Crnom moru.
Turska je odlučila prihvatiti oznaku sovjetskih krstarica za prijevoz zrakoplova kao zrakoplovne krstarice, budući da bi svaka revizija konvencije Turskoj mogla smanjiti kontrolu nad tjesnacima, a UN-ova Konvencija o pravu mora već je uspostavila liberalniji prolaz kroz druge tjesnace. Dopuštajući sovjetskim krstaricama koje nose zrakoplove da prolaze kroz tjesnac, Turska bi mogla ostaviti na snazi restriktivniju Konvenciju iz Montreuxa.

## Kontroverze

### Istanbulski kanal
Ako se ostvari, dugo predlagani projekt Kanal Istanbul (Istanbulski kanal) mogao bi, prema Turskoj, zaobići Konvenciju iz Montreuxa u 21. stoljeću i omogućiti veću autonomiju Turske u pogledu prolaska vojnih brodova, čiji je broj ograničen, tonaža i naoružanje, od Crnog do Mramornog mora. Projekt kanala bi uključivao izgradnju 45 km (28 mi) umjetni vodeni put kroz Trakiju za spajanje Mramornog mora s Crnim morem. Ta bi ruta išla gotovo paralelno s Bosporom, ali brodovi koji njime prolaze vjerojatno ne bi podlijegali odredbama Konvencije iz Montreuxa. Trenutno su Dardaneli jako zakrčeni brodovima i dugo se čeka na prolazak kroz Bospor. Navedene svrhe projekta Kanal su ubrzanje brodskog prometa i povećanje prihoda osiguravanjem alternativne pomorske rute.
U siječnju 2018., turski premijer i bivši ministar prometa, Binali Yıldırım, objavio je da Kanal neće podlijegati odredbama Montreux konvencije. Tu su najavu ruski mediji i vlada primili negativno, a mnogi su osporili tumačenje konvencije od strane turske vlade.

### SSSR
Konvenciju je više puta osporavao Sovjetski Savez tijekom Drugog svjetskog rata i Hladnog rata. Još 1939. Josif Staljin pokušao je ponovno otvoriti pitanje tjesnaca i predložio zajedničku tursku i sovjetsku kontrolu nad tjesnacima, žaleći se da je "mala država [Turska] uz podršku Velike Britanije držala veliku državu za grlo i nije joj dala izlaz". Nakon što su Sovjetski Savez i nacistička Njemačka potpisali pakt Molotov-Ribbentrop, sovjetski ministar vanjskih poslova Vjačeslav Molotov obavijestio je svoje njemačke kolege da Sovjetski Savez želi preuzeti vojnu kontrolu nad tjesnacima i tamo uspostaviti vlastitu vojnu bazu.
Sovjeti su se vratili na to pitanje 1945. i 1946., zahtijevajući reviziju Montreux konvencije na konferenciji koja je isključila većinu njezinih potpisnika; njihovi su zahtjevi uključivali stalnu sovjetsku vojnu prisutnost i zajedničku kontrolu tjesnaca. Turska je ove zahtjeve odlučno odbacila, unatoč stalnoj sovjetskoj "strategiji napetosti". Nekoliko godina nakon Drugog svjetskog rata, Sovjeti su iskorištavali ograničenje broja stranih ratnih brodova osiguravajući da jedan od njihovih uvijek bude u tjesnacima, čime su učinkovito blokirali bilo koju drugu državu osim Turske da pošalje ratne brodove kroz tjesnace. Sovjetski pritisak proširio se na potpuni zahtjev za revizijom konvencije iz Montreuxa, što je dovelo do krize Turskih tjesnaca 1946. i Turske koja je napustila svoju politiku neutralnosti. Godine 1947. Turska je postala primateljica američke vojne i gospodarske pomoći prema Trumanovoj doktrini obuzdavanja i pridružila se NATO -u zajedno s Grčkom 1952.

### SAD
Sjedinjene Države nisu potpisale konvenciju, ali su je uglavnom poštovale. Prolazak američkih ratnih brodova kroz tjesnac također je izazvao kontroverze, budući da konvencija zabranjuje tranzit ratnih brodova necrnomorskih zemalja s topovima kalibra većeg od 8 inča (203 mm). U 1960-ima, SAD su poslale ratne brodove s projektilima ASROC kalibra 420 mm kroz tjesnac, što je izazvalo prosvjede Sovjetskog Saveza. Turska vlada je odbacila sovjetske pritužbe, ističući da navođene rakete nisu oružje i da, budući da takvo oružje nije postojalo u vrijeme konvencije, nije bilo ograničeno.
Prema Jasonu Ditzu s Antiwar.com, Konvencija iz Montreuxa prepreka je američkom pomorskom nagomilavanju u Crnom moru zbog odredbi koje reguliraju promet ratnih brodova država koje ne dijele obalu Crnog mora. Američki thinktank Stratfor sugerirao je da te odredbe stavljaju odnos Turske prema SAD-u i njezine obveze kao članice NATO-a u sukob s Rusijom i odredbama Konvencije iz Montreuxa.

### Militarizacija grčkih otoka
Konvencija je poništila uvjete ranijeg Ugovora iz Lausanne o tjesnacima, uključujući demilitarizaciju grčkih otoka Lemnosa i Samotrake. Turska je priznala pravo Grčke da ih militarizira putem pisma koje je turski veleposlanik u Ateni Ruşen Eşref poslao grčkom premijeru 6. svibnja 1936. godine. Turska vlada ponovila je ovo stajalište kada je turski ministar vanjskih poslova, Rüştu Aras, u svom obraćanju Turskoj nacionalnoj skupštini u povodu ratifikacije Ugovora iz Montreuxa, priznao zakonsko pravo Grčke da rasporedi trupe na Lemnosu i Samotraki uz sljedeće: izjava: "Odredbe koje se odnose na otoke Lemnos i Samotraku, koji pripadaju našoj susjednoj i prijateljskoj zemlji Grčkoj i demilitarizirani su primjenom ugovora iz Lausanne iz 1923., također su ukinute novim ugovorom iz Montreuxa, što nam pričinjava veliko zadovoljstvo".
Kako su se odnosi između Grčke i Turske pogoršavali tijekom sljedećih desetljeća, Turska je poricala da je ugovor utjecao na grčke otoke i nastojala je vratiti na snagu relevantni dio Ugovora iz Lausanne o tjesnacima.

### Reforme iz 1994
Konvencija Ujedinjenih naroda o pravu mora (UNCLOS), koja je stupila na snagu u studenom 1994., potaknula je pozive da se Konvencija iz Montreuxa revidira i prilagodi kako bi bila kompatibilna s UNCLOS-ovim režimom koji regulira tjesnace koji se koriste za međunarodnu plovidbu. Međutim, dugogodišnje odbijanje Turske da potpiše UNCLOS znači da Montreux ostaje na snazi bez daljnjih izmjena. Nadalje, čak i ako Turska ratificira UNCLOS, Konvencija iz Montreuxa nastavila bi regulirati prolaz kroz tjesnace s obzirom na svoj status "dugogodišnje međunarodne konvencije" prema članku 35(c) UNCLOS-a.
Sigurnost plovila koja prolaze Bosporom posljednjih je godina postala sve veći razlog za zabrinutost jer se obujam prometa uvelike povećao otkad je konvencija potpisana: s 4 500 brodova koji su prošli kroz Bospor 1934. na 49 304 do 1998. Osim očitih ekoloških problema, tjesnaci presijecaju grad Istanbul, s preko 14 milijuna ljudi koji žive na njegovim obalama, pa pomorski incidenti u tjesnacima predstavljaju značajan rizik za javnu sigurnost. Međutim, Konvencija ne donosi nikakvu odredbu za regulaciju brodarstva u svrhu sigurnosti ili zaštite okoliša. U siječnju 1994. turska vlada usvojila je nove "Propise o pomorskom prometu za turske tjesnace i Mramornu regiju" kako bi uvela novi regulatorni režim "kako bi se osigurala sigurnost plovidbe, života i imovine te zaštitila okoliš u regiji", ali bez kršenja princip slobodnog prolaza iz konvencije iz Montreuxa. Novi propisi izazvali su kontroverze kada su Rusija, Grčka, Cipar, Rumunjska, Ukrajina i Bugarska iznijele primjedbe. Međutim, odobrila ih je Međunarodna pomorska organizacija na temelju toga da nisu imali namjeru prejudicirati "prava bilo kojeg broda koji koristi tjesnace prema međunarodnom pravu". Propisi su revidirani u studenom 1998. kako bi se odgovorilo na zabrinutost Rusije.

### Rusko-ukrajinski rat
Nakon ruske invazije na Ukrajinu 24. veljače 2022., ukrajinska vlada pozvala je Tursku da izvrši svoje ovlasti prema Konvenciji iz Montreuxa za ograničavanje tranzita ruskih ratnih brodova iz Sredozemnog u Crno more. Najmanje šest ruskih ratnih brodova i podmornica prešli su turske tjesnace u veljači. Nakon početne nevoljkosti, pripisane bliskim vezama zemlje s Rusijom i Ukrajinom, turski ministar vanjskih poslova Mevlüt Çavuşoğlu objavio je 27. veljače da će njegova vlada pravno priznati rusku invaziju kao "rat", što daje temelje za provedbu konvencije s obzirom na vojne brodove. Ova blokada pomorskih brodova također se odnosi na NATO sile koje sada ne mogu premjestiti svoje brodove iz Sredozemnog u Crno more. Međutim, Çavuşoğlu je ponovio da u skladu s odredbama sporazuma Turska ne može blokirati ruske ratne brodove smještene u Crnom moru da se vrate u njihovu registriranu bazu. Oko 27. i 28. veljače, Turska je odbila dopuštenje za tri od četiri ruska ratna broda da uđu u Crno more jer njihova matična baza nije bila na Crnom moru.
Do 2022. Rusija je raspoređivala svoje podmornice klase Kilo od Crnog mora do Sredozemlja, tvrdeći da su ta plovila u konačnici bila namijenjena za "održavanje" u postrojenjima u Baltičkom moru. Bilo je kritika zbog toga jer bi podmornice tada ostale raspoređene u Sredozemnom moru dulje vrijeme. Budući da je to postajalo sve teže opravdati, jedna analiza u svibnju 2022. sugerirala je da su Rusi možda pronašli rješenje problema, potencijalno koristeći unutarnje vodene putove zemlje kako bi omogućili tranzit plovilima do veličine brodova klase Kilo između Crnog mora i Baltika. Mogućnost korištenja unutarnjih plovnih putova za olakšavanje takvog tranzita tek treba biti potvrđena.
Dva broda Ruske Federacije (raketna krstarica Varyag, vodeći brod ruske Pacifičke flote, i Admiral Tributs, veliki protupodmornički razarač) čekala su u Sredozemnom moru tražeći ulazak u Crno more devet mjeseci. U listopadu 2022. odbijeno im je dopuštenje i napustili su Sredozemno more kroz Sueski kanal.
Turska je 2. siječnja 2024. odbila prolaz kroz tjesnac za dva minolovca koje je britanska Kraljevska mornarica donirala ukrajinskoj mornarici u skladu s Konvencijom.